# Geodena bandajoma
Geodena bandajoma es una especie de polilla de la familia Geometridae, descrita por primera vez por Charles Swinhoe en 1904, con distribución endémica en Sierra Leona.

## Descripción
Las antenas son negras, los palpos negros por arriba y ocre por abajo. La frente, cabeza y tórax son ocres, mientras que el abdomen es blanquecino. Las alas son blancas, venas grises y bastante prominentes. Las alas anteriores cuentan con una banda costal negra pálida. Las alas posteriores cuentan con una estrecha banda marginal de color negro muy pálido, atenuada en el centro.